# Щавель туполистий
Щавель туполистий (Rumex obtusifolius) — вид рослин родини гречкові (Polygonaceae), поширений у Європі, Азії й пн. Алжирі.

## Опис
Багаторічна трава 50–130 см заввишки. Базальна частина стебла практично нерозгалужена, верхні гілки досить стійкі. Листки розташовані спірально, гострі цілокраї. Нижні листки досить довго-черешкові, голі. Листова пластина широко яйцювата, із серцеподібною основою й округлою верхівкою, 10–25 см завдовжки, удвічі більша в довжину ніж ушир, практично розправлена, поля злегка вигнуті. Стеблові листки чергові, вузько яйцювато-ланцетні.
Суцвіття — складна, китиця, утворена з квітів розміщених у кільцях. Квіти радіально симетричні, ≈ 5 мм у поперек, двостатеві; тичинок 6. Горішки 2.5–3.5 мм, світло-коричневі.

## Поширення
Поширений у Європі, Азії (на схід до цн. Сибіру й на південь до Ірану) й у пн. Алжирі; також широко натуралізований вид в інших частинах світу. Населяє подвір'я, смітники, узбіччя доріг, багаті береги.

## Використання
Листки рослини можна використовувати як салат, готувати овочевий бульйон або варити як шпинат. Вони містять щавлеву кислоту, яка може бути небезпечною, якщо споживається у великій кількості. Сушене насіння використовується як прянощі.

## Галерея

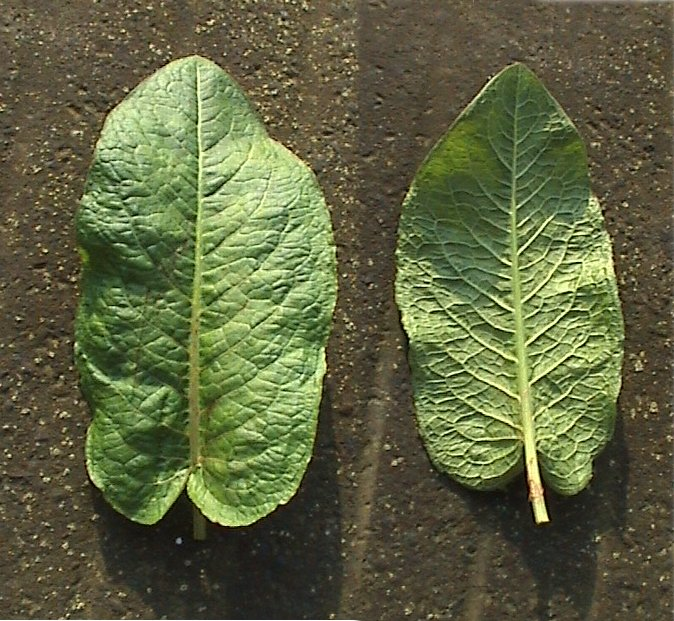
верх і низ листя
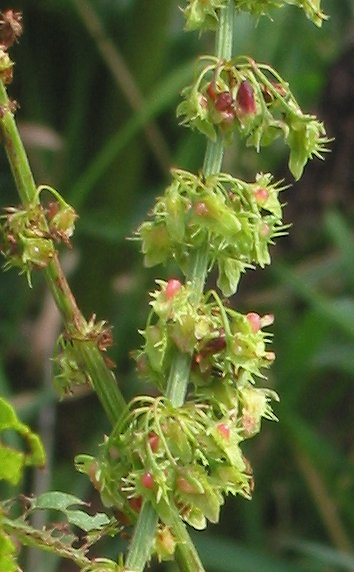
суцвіття
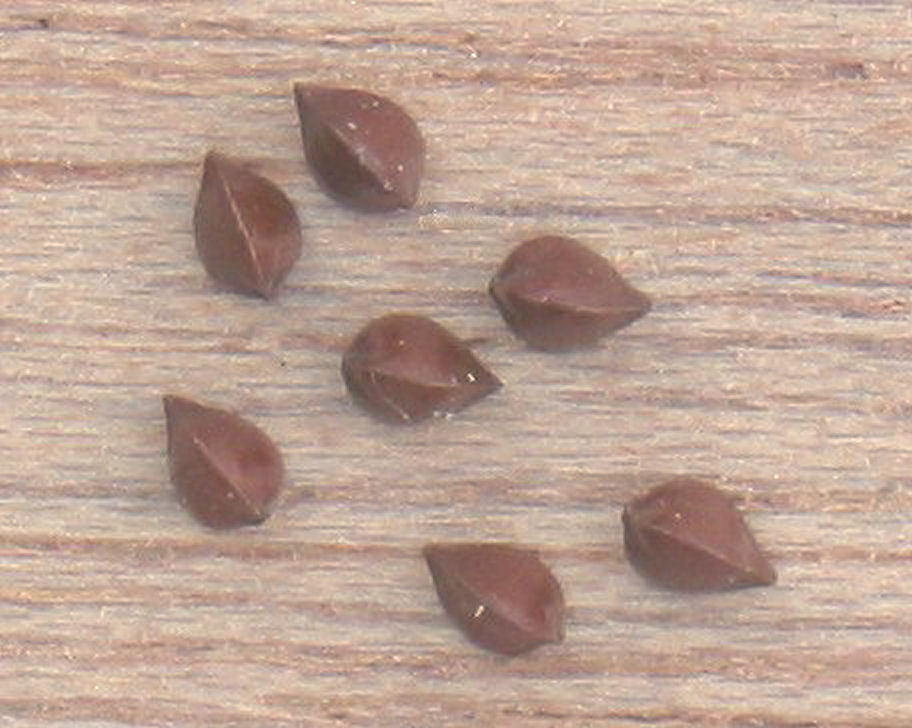
горішки
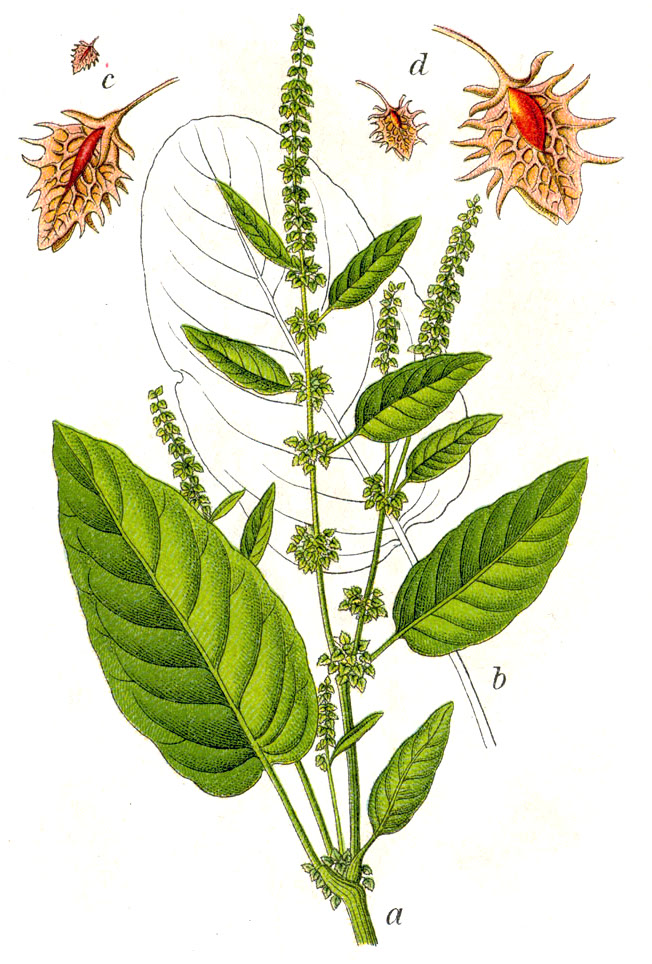
ілюстрація